# Rheotanytarsus christinae
Rheotanytarsus christinae är en tvåvingeart som beskrevs av C. John M. Glover 1973. Rheotanytarsus christinae ingår i släktet Rheotanytarsus och familjen fjädermyggor. Inga underarter finns listade i Catalogue of Life.